# クシシュトフ・ラジヴィウ・ピョルン
クシシュトフ・ミコワイ・ラジヴィウ・"ピョルン"（ポーランド語: Krzysztof Mikołaj Radziwiłł Piorun；リトアニア語: Kristupas Radvila Mikalojus Perkūnas, 1547年 - 1603年11月20日）は、ポーランド・リトアニア共和国のマグナート、公（帝国諸侯）。「ピョルン」は雷電、落雷を意味する異称。

## 生涯
ヘトマンや大法官を務めたミコワイ・ラジヴィウ・"ルディ"公の次男として、ヴィリニュスで生まれた。1569年よりリトアニア副酒膳官、1572年よりリトアニア野戦ヘトマン、1579年よりトラカイ城代およびリトアニア副大法官、1584年よりヴィリニュス県知事、1589年よりリトアニア大ヘトマンを務めた。またボリソフなど5地区の代官でもあった。クシシュトフは生涯で4度結婚し、2番目の妻とのあいだに長男ヤヌシュを、3番目の妻とのあいだに次男クシシュトフをもうけた。
クシシュトフはポーランド・リトアニア共和国のモスクワ・ロシアやスウェーデンとの戦役において最も有能な軍司令官として活躍し、コケンハウゼンの戦いをポーランド側の勝利に導いた。彼は獲得した権力を、自身が県知事職や代官職を得るために多大な力添えをしてくれたラジヴィウ家のメンバー達と共有し、一族の繁栄のために尽くした。父や兄弟たちと同じく、彼は熱心なカルヴァン派であり、対抗宗教改革に圧迫されつつあったポーランド・リトアニアのプロテスタント信徒たちの強力な庇護者であった。